# Conferentie

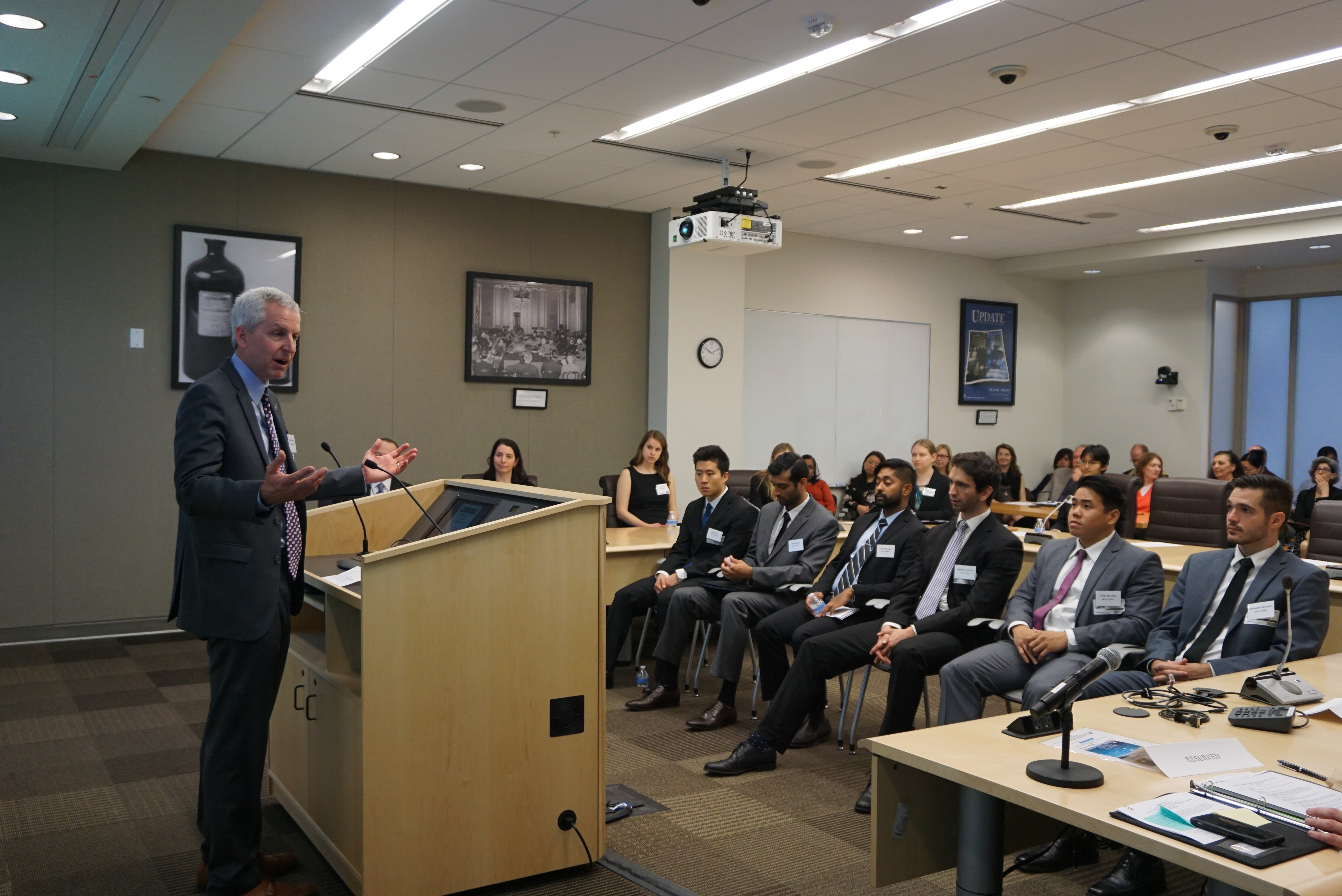
Een presentatie tijdens een conferentie.

Een conferentie is een vergadering of een bijeenkomst van meerdere mensen (meestal van eenzelfde organisatie) die met elkaar spreken en/of afspraken maken over de gemeenschappelijke toekomst. Tijdens een conferentie komen tientallen sprekers aan het woord, die openlijk discussiëren om verschillende standpunten te verdedigen.
Een conferentie heeft veel overeenkomsten met een congres, waarbij een conferentie vaak een maatschappelijk of sociaal thema heeft, gaat het bij een congres om een zakelijk of wetenschappelijk thema.
Een topconferentie is een bijeenkomst waar twee of meer staatshoofden en regeringsleiders aanwezig zijn en onderling direct contact hebben. Op topconferenties kunnen allerlei onderwerpen behandeld worden, van internationale veiligheid tot armoedebestrijding. Een topconferentie is niet top- vanwege de onderwerpen, maar vanwege de functies van de aanwezige personen.
Bij meertalige conferenties zijn vaak conferentietolken aanwezig.

## Bekende conferenties
- Wikimania, een jaarlijkse conferentie voor gebruikers van de wikiprojecten die zijn opgezet door de Wikimedia Foundation.

### Historische conferenties
- Bilderbergconferenties, politieke bijeenkomsten met een besloten en streng geheim karakter waarbinnen internationale beeldvorming en ideeën centraal staan.
- Conferentie van Potsdam, werd gehouden na beëindiging van de Tweede Wereldoorlog om te beslissen hoe Duitsland moest worden geregeerd.
- Vredesconferentie van Parijs (1919), werd gehouden om de vredesverdragen tussen de geallieerden en de verslagen centrale mogendheid.

### Technische conferenties
- Build, een jaarlijkse conferentie gehouden door Microsoft.
- TED, een bekende jaarlijkse, vierdaagse conferentie die in 1984 voor het eerst gehouden werd in Californië.
- Worldwide Developers Conference (WWDC), een jaarlijkse ontwikkelaarsconferentie gehouden door Apple, waar nieuwe producten en software worden voorgesteld.

## Vergelijkbare bijeenkomsten
- Congres, een grootschalige bijeenkomst, waar bijvoorbeeld wetenschappelijke onderzoekers of leden van een bepaalde organisatie ideeën uitwisselen over een bepaald thema, en waar gezamenlijk overleg of openlijke discussie plaatsvindt.
- Conventie, bijeenkomsten gerelateerd aan een industrietak, beroep of fan-gerelateerd onderwerp.
- Seminar, heeft vooral als doel informatieoverdracht met een onafhankelijk karakter binnen een bepaald interesse- of vakgebied.
- Symposium, internationale bijeenkomsten met gastsprekers met als doel om kennis op te doen, vaak met een wetenschappelijk thema.